# Glycymeris munda
Glycymeris munda is een tweekleppigensoort uit de familie van de Glycymerididae. De wetenschappelijke naam van de soort werd in 1903 voor het eerst geldig gepubliceerd door George Brettingham Sowerby III.